# 北阴阳营文化
北阴阳营文化属于长江中下游的新石器时代和商周时代的文化，分布在江苏省宁镇地区和安徽省东南部。其年代大约在距今6000年到5000年左右。因南京发掘的北阴阳营遗址而被命名为北阴阳营文化。此处是南京市发现的最早的文明，故称南京文明的发源地。北阴阳营文化与东面的马家浜文化后期遗存，与西面的安徽潜山薛家岗遗址和北面邳县刘林遗址的大汶口文化遗存，都有一定的联系。
1955年到1958年，南京博物院对北阴阳营遗址进行了四次发掘的，直到1979年学术界才界定其为北阴阳营文化。据南京博物院所称，在发掘现场发现了76粒“花石子”，与现今的雨花石无异，所以一些人认为当时南京居民已经在玩赏雨花石了。